# Канавайоки
Канавайоки — река в России, протекает по Суоярвскому району Карелии.
Берёт исток в озере Корпиярви на границе с Финляндией, на высоте 130,3 м над уровне моря. Протекает через озеро Лахналампи. Устье реки находится в 26 км от устья реки Юуванйоки по правому берегу. Длина реки составляет 7,2 км, площадь водосборного бассейна — 361 км².
До зимней войны территория, по которой протекает река, относилась к финской волости Корписелькя.

## Данные водного реестра
По данным государственного водного реестра России относится к Балтийскому бассейновому округу, водохозяйственный участок реки — Водные объекты бассейна оз. Ладожское без рр. Волхов, Свирь и Сясь, речной подбассейн реки — Нева и реки бассейна Ладожского озера (без подбассейна Свирь и Волхов, российская часть бассейнов). Относится к речному бассейну реки Нева (включая бассейны рек Онежского и Ладожского озера).
Код объекта в государственном водном реестре — 01040300212102000010894.